# Haus Dr. Spieß
Das Haus Dr. Spieß befindet sich in Bremen, Stadtteil Schwachhausen, Ortsteil Bürgerpark, Franziusstraße 44. Das Wohnhaus wurde 1911 nach Plänen von August Abbehusen und Otto Blendermann gebaut. Es steht seit 1999 unter Bremer Denkmalschutz.

## Geschichte
Das dreigeschossige, verputzte Haus mit einem Walmdach und  teilweise gerundeten und teilweise eckigen Fenstern und einem breiten Kraggesims wurde 1910/11 in der Epoche der Jahrhundertwende für Dr. phil. Paul Moritz Spieß (1877–1933) gebaut.
Es fügt sich in eine zwei- bis viergeschossige geschlossene Wohnbebauung an der Benquestraße ein, die 1890 nach dem Bremer Gartenarchitekten Wilhelm Benque benannt wurde.
Von Abbehusen und Blendermann wurden in Bremen u. a. geplant: Haus Kasten in Schwachhausen, Häusergruppe Benquestraße 28/32, Christuskirche Woltmershausen, Rathaus Blumenthal, Theater am Goetheplatz, Vietorschule in Schwachhausen, Villa Koenenkamp in Horn-Lehe und die Werkswohnungen des Bremer Vulkans in Vegesack.
Heute (2018) wird das Haus für Wohnungen genutzt.